# Ibn Batouta Mall
Pour le centre commercial de Dubaï, voir Ibn Battuta Mall.
Ibn Batouta Mall est un centre commercial marocain situé à Tanger. Situé dans le centre-ville, il réunit plusieurs magasins de marques et enseignes internationales. Ce magasin se veut un positionnement haut de gamme.

## Historique
Les travaux de ce centre commercial qui appartient au Groupe Facenor Immobilier ont été lancés en 2010. Il s'agit d'un investissement d’un montant de 420 millions de Dhs qui crée plus de 500 emplois directs.
Inspiré de l’histoire de l'explorateur Ibn Battûta, il est inauguré le 3 novembre 2017.

## Archirecture
Ibn Batouta Mall s’étend sur 14.000 m² de surface, répartie sur 4 niveaux, doté de 27 espaces de vente et réunit plus de 20 enseignes prestigieuses (Zara ; Zara Home ; Massimo Dutti ; Bershka ; Tati ; Fnac…etc) ainsi qu’un supermarché carrefour market et un grand café avec une terrasse majestueuse qui seront exploité par la deuxième chaine des coffee-shops au monde (Costa Coffee). Situé dans le centre-ville de Tanger, le pôle économique de la région nord du Maroc, à quelques pas de la corniche et à proximité de la marina, Ibn Batouta Mall jouit d’une accessibilité et d’une visibilité uniques.

## Enseignes
Bershka 

Carrefour Market 

Costa Coffee 

Fnac 

Rafinity 

Ghailany 

NYS Collection 